# 大杉りさ
大杉 りさ（おおすぎ りさ、本名: 逸見 りさ（へんみ りさ）、1971年3月4日 - ）は、新潟放送のラジオパーソナリティ。フリーアナウンサー。愛称りっちゃん。
現在、アルビレックス新潟レディースのホーム戦にてスタジアムDJを担当している。

## 略歴
新潟県新津市（現新潟市秋葉区）出身、新潟青陵女子短期大学（現新潟青陵大学短期大学部）幼児教育科卒業。
新潟放送のラジオ中継車「スナッピー」のレポーターオーディションを経て1994年春、同社に契約社員として佐藤智香子（現フードコーディネーター）と共に入社。愛称「りっちゃん」は、当時同社ラジオパーソナリティの鍵冨徹が命名。ラジオ『かぎとみ徹のGo!Go!パラダイス』『ハロー!!ジャンボサタデー』などでパーソナリティ、レポーターを務めるなど、主にラジオを中心にBSNの各番組でパーソナリティ、ナビゲーターなどを歴任した。
平日朝の情報番組『Morning Cafe』(現在は後継番組「はや・すた」)のパーソナリティ、『近藤丈靖の独占!ごきげんアワー』で「ジャパネットたかたラジオショッピング」のナビゲーターを務めていた。『ごきげんアワー』では何故か「あの御方」と崇め奉られており、メインパーソナリティの近藤丈靖から熱狂的に“崇拝”されている。
大の猫好きで、捨て猫保護のボランティア活動にも精力的である。またサイクリングは趣味と実益を兼ねる域で、スポニチ佐渡ロングライド210には第1回から参加している。夫は新潟市のコミュニティFM局「FM KENTO」でナビゲーターを務め、且つ同社の取締役放送局長を務める逸見覚。
2011年4月からオフィシャルブログ「福島・浪江町からやってきた猫 キキちゃんの避難日記」を開設。
2012年4月26日、第1子となる長男を出産。
2013年には育児と平行してフリーアナウンサーとしてBSNの番組リポーターを務め、4月には産休を終え、再びBSNのラジオパーソナリティに復帰した。
WEリーグ・アルビレックス新潟レディースのホーム戦のスタジアムDJを担当している。(2023年12月15日時点)

## 現在の出演番組
テレビ
- にいがたLive!ナマ+トク　（月曜〜金曜日 午前9時55分〜10時30分 UX新潟テレビ21）金曜サブMC

## 過去の出演番組
ラジオ
※特筆しない限りBSNラジオ
- かぎとみ徹のGo!Go!パラダイス
- Morning Cafe（月 - 木）
- 近藤丈靖の独占!ごきげんアワー（ジャパネットたかたラジオショッピング他）
- 歌のない歌謡曲（2003年4月〜2012年3月、番組在任中の2011年7月14日の放送で、同番組の全国コンクールで金賞を受賞、長鳴鶏の鳴き声を取材し、同番組の第一声を収録し、彌彦神社の長鳴鶏のコンテスト出場までを密着した。）
- 大杉りさのRcafe　（毎週土曜日午前9時～午前11時30分）2013年4月～
- 工藤淳之介 3時のカルテット（2021年3月30日 - 2024年3月26日）火曜日パートナー